# 何それ
「何それ」（なにそれ）は、EAST END×YURIの4枚目のシングル。1995年7月21日発売。

## 概要
フルアルバム「denim-ed soul 2」からのシングルカット。前作から3ヶ月ぶりの発売となった。

## 収録曲
1. 何それ (3:52)
作詞:GAKU＋YURI＋YOGGY、作曲:YOGGY
2. When we fall in love (3:49)
作詞:GAKU、作曲:YOGGY＋KAZUO ISHIJIMA
3. 何それ (backing track) (3:31)